# Ramón de Algeciras
Ramón de Algeciras , geb. Ramón Sánchez Gómez, (Algeciras, 5 februari 1938 – Madrid, 20 januari 2009) was Spaans flamenco-gitarist.
Ramón was afkomstig uit een familie van muzikanten. Zijn vader was de flamenco-gitarist Antonio Pecino Sánchez (Algeciras 1908 - Madrid 1994) met artiestennaam Antonio de Algeciras; zijn moeder was Luzía Gómez , een Portugese immigrante die begin jaren '30 naar Algeciras kwam. Zijn jongere broers Pepe de Lucía (José Sánchez Gómez) en Paco de Lucía (Francisco Sánchez Gómez) zijn eveneens flamencomuzikanten.
De familie Sánchez woonde in Algeciras in de barrio mestizo de La Bajadilla, waar arme Spanjaarden en gitanos (zigeuners) naast elkaar woonden en leefden. De familie zelf stamt niet af van gitanos.
De Algeciras werkte als gitarist samen met verschillende flamenco-artiesten, zoals het 'Paco de Lucía sextet', Juanito Valderrama (1957–1968), Ballet de Antonio (1966–1968), Antonio Mairena, La Niña de los Peines, Pepe Marchena, La Perla de Cádiz (Antonia Gilabert Vargas), Fosforito en Camarón de la Isla. Hij was de oom van de Spaanse popzangeres Malú.

## Discografie
- Dos guitarras flamencas en America Latina (1967) (met Paco de Lucía)
- 12 hits para 2 guitarras flamencas y orquesta de cuerda (1969) (met Paco de Lucía)
- Paco de Lucía y Ramón de Algeciras en Hispanoamérica (1969)
- Interpreta a Manuel de Falla (1978) (Paco De Lucía met Ramón de Algeciras en Grupo Dolores)
- Solo quiero caminar (1981) Paco de Lucía Sextett
- Live one summer night (1984) Paco de Lucía Sextett
- Live in America (1993) Paco de Lucía Sextett
- Grandes Guitarras del Flamenco (1994) (Best Of Ramón de Algeciras)
- Canciones andaluzas para dos quitarras (1997) (Paco de Lucía en Ramón de Algeciras)